# Kardinia Park
 (avril 2025).
Si vous disposez d'ouvrages ou d'articles de référence ou si vous connaissez des sites web de qualité traitant du thème abordé ici, merci de compléter l'article en donnant les références utiles à sa vérifiabilité et en les liant à la section « Notes et références ».
Le Kardinia Park, récemment renommé « Skilled Stadium » en raison d'un parrainage, est un stade situé à Geelong, en Australie. Il est le stade de l'équipe de football australien le Geelong Football Club. Il a également accueilli des évènements de cricket puisqu'il est le stade du Geelong Cricket Club.